# Torneo WTA de San Petersburgo 2017
El St. Petersburg Ladies Trophy 2017 es un evento de tenis WTA Premier en la rama femenina. Se disputó en San Petersburgo (Rusia), en la cancha dura bajo techo de Sibur Arena, entre el 30 de enero y el 5 de febrero de 2017.

## Cabezas de serie

### Individual femenino
| Tenista             | Ranking | N.º |
| Simona Halep        | 4       | 1   |
| Dominika Cibulková  | 6       | 2   |
| Svetlana Kuznetsova | 10      | 3   |
| Venus Williams      | 17      | 4   |
| Yelena Vesnina      | 18      | 5   |
| Roberta Vinci       | 19      | 6   |
| Kiki Bertens        | 22      | 7   |
| Daria Kasátkina     | 25      | 8   |

- Ranking del 30 de enero de 2017.

### Dobles femeninos
| Tenista                             | Ranking | Preclasificada |
| Kiki Bertens Johanna Larsson        | 53      | 1              |
| Darija Jurak Xenia Knoll            | 88      | 2              |
| Daria Gavrilova Kristina Mladenovic | 89      | 3              |
| Raluca Olaru Olga Savchuk           | 112     | 4              |

## Campeones

### Individuales femenino
Kristina Mladenovic  venció a  Yulia Putintseva por 6-2, 6-7(3), 6-4

### Dobles femenino
Jeļena Ostapenko /  Alicja Rosolska vencieron a  Darija Jurak /  Xenia Knoll por 3-6, 6-2, [10-5]